# Димбергер, Курт
Курт Димбергер (нем. Kurt Diemberger; 16 марта 1932, Филлах, Каринтия, Австрия) — альпинист, кинооператор-высотник, режиссёр, писатель. Кавалер Почётного знака «За заслуги перед Австрийской Республикой». Второй после Германа Буля и единственный из ныне живущих восходителей на два ранее непокорённых восьмитысячника — Броуд-Пик (1957) и Дхаулагири (1960) (оба без применения кислорода). За свою спортивную карьеру совершил множество восхождений в Альпах и Гималаях. В апреле 2013 года в Шамони на 21-й церемонии награждения премией «Золотой ледоруб» в номинации «За достижения всей жизни» (англ. Lifetime Achievement Award) был удостоен высшей международной награды в альпинизме.

## Биография
Курт Димбергер родился 16 марта 1932 года в городе Филлах на юге Австрии. Среднее образование получил в Зальцбурге, высшее в Венском экономическом университете (MBA [1955], M.Ed[1962]). С 1963-го по 1968 годы работал преподавателем в Академии туризма в Зальцбурге. 

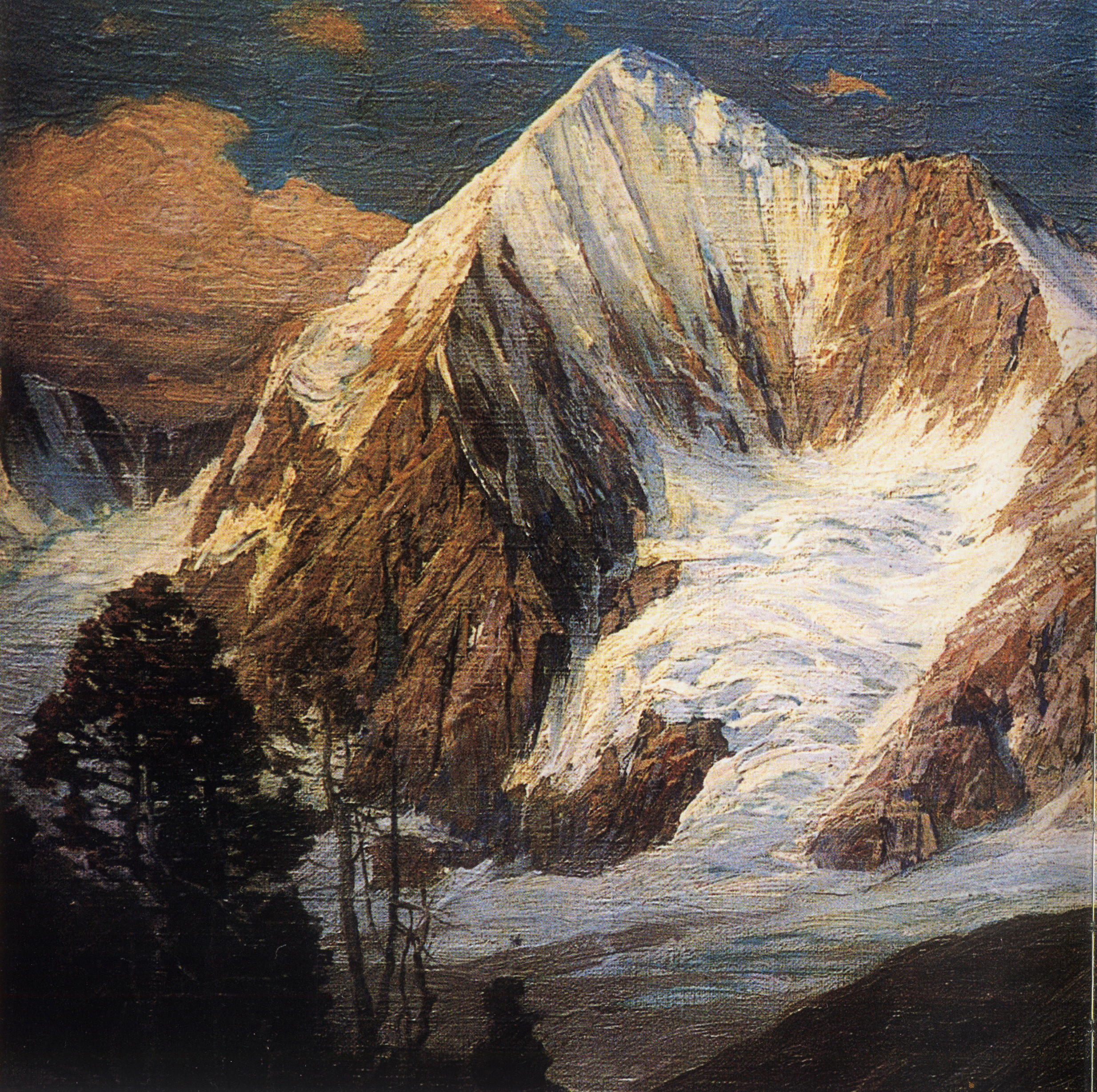
Кёнигспитце. Рисунок Густава Яна. На гребне хорошо виден нависающий ледовый карниз (окончательно разрушился в 2001 году)

«Жажда приключений», с его собственных слов, охватила Курта ещё в юности, когда в горной породе он случайно нашёл кристаллы и аммониты. Интерес относительно природы их происхождения привёл его к походам по горам, в частности по ущелью Глазенбахкламм к югу от Зальцбурга, богатому ископаемыми артефактами. Тогда же ему стало интересно, а «зачем люди поднимаются на вершины, если там ещё ничего не нашли?». Ответ на этот вопрос Димбергер получил первый раз поднявшись на Лармкогель(1948) — «мною завладела страсть».
Последующие десять лет Курт лазал в Альпах, где приобрёл большой альпинистский опыт на самых разнообразных маршрутах — ледовых, скальных и пр. Лето он начинал, как правило, в Западных Альпах, где лёд был в хорошем состоянии, а заканчивал сезон в Доломитах. В 1956 году он прошёл диретиссиму северной стены Кёнигспитце (с Гербертом Кнаппом (нем. Herbert Knapp) и Ханнесом Унтервегером (нем. Hannes Unterweger)) — в 1950-х это был самый экстремально сложный снежно-ледовый маршрут в Альпах, ключом которого было ледовое нависание на предвершинном участке, имевшее название «трубочки с кремом» (нем. Schaumrolle, англ. Whipped cream roll). В том же году Курт прошёл первую из большой тройки северных стен Альп — северную стену Маттерхорна, а в 1958-м совершил восхождения по северным стенам на Эйгер и Гранд-Жорас (все три с партнёром Вольфгангом Стефаном (нем. Wolfgang Stefan). В 1960-х получил лицензию горного гида.
В конце пятидесятых годов началась карьера Димбергера как альпиниста-высотника. В 1957-м он совершил первое восхождение на Броуд-Пик, а в 1960-м первое на Джаулагири, став вторым в истории альпинистом, поднявшимся на два не пройденных ранее восьмитысячника. На протяжении последующих лет ему покорились Макалу, Эверест, Гашербрум II и К2.
В 1958 году Курт впервые заявил о себе как кинооператор-высотник, сняв фильм о восхождении по самому протяжённому альпинистскому маршруту в Альпах «Peuterey Integral» на Монблан (его партнёром по восхождению был Франс Линднер). В 1960-м он снимал первое в истории успешное восхождение на Джаулагири, в 1974-м первовосхождение на Шарцзе (вместе с Германом Вартом [нем. Hermann Warth]), а осенью 1978 года снял первый синхрозвуковой фильм о восхождении на Эверест и сделал первую 360° панораму с вершины мира. Его другой фильм «Восточная стена Эвереста» (1981) о попытке американских альпинистов подняться на вершину по восточной стене стал лауреатом премии Эмми 1982/83. С 1982 года Курт начал сотрудничество с Джули Таллис, с которой на протяжении четырёх лет они образовывали самую высотную съёмочную группу. Результатом их работы стали фильмы «Диамир — очарованные Нанга-Парбат» (1982) и «K2 — неуловимая вершина» (1984). В 1989 году его фильм «K2 — мечта и судьба» стал победителем Международного кинофестиваля горных фильмов в Тренто. С 1982 по 1999 годы Димбергер участвовал в семи экспедициях по Шаксгаму. Помимо больших гор в качестве оператора неоднократно работал в Гренландии, Гиндукуше и Африке. Всего принял участие в создании более 30 фильмов. Самому Курту Димбергеру в 2014 году итальянский режиссёр Лука Бик (итал. Luca Bich) посвятил документальный фильм «Куда» (итал. Verso dove).
По совокупности спортивных и творческих достижений в 2006 году Курт Димбергер был награждён Почётным знаком «За заслуги перед Австрийской Республикой» (Рыцарским крестом I степени). В настоящее время является Почётным президентом Mountain Wilderness International.
Проживает в Зальцбурге.

### Восхождения в Гималаях

#### Броуд-Пик и Чоголиза

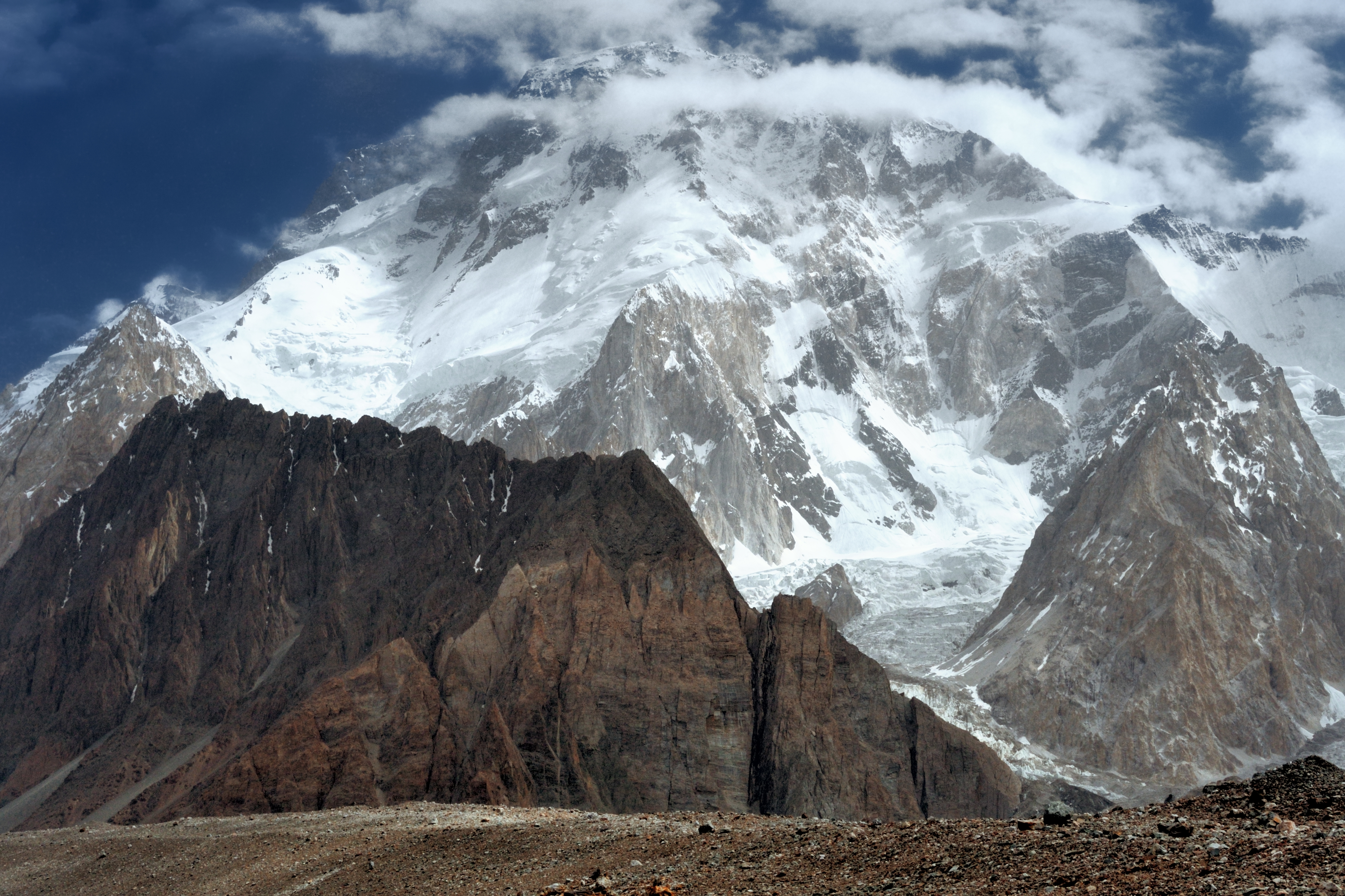
Броуд-Пик

В 1957 году по приглашению Германа Буля, ставшего знаменитостью после своего беспрецедентного одиночного первовосхождения на Нанга-Парбат, 25-летний Димбергер вошёл в состав группы из четырёх австрийских альпинистов, планировавших покорение 12-го по высоте восьмитысячника мира — Броуд-Пика. Идея восхождения небольшой по численности альпинистской группой в альпийском стиле принадлежала Булю. Помимо них в команду вошли Маркус Шмук и Фриц Винтерстеллер.
18 апреля экспедиция вышла из Скарду, и 13 мая, после установки базового лагеря на леднике Балторо, альпинисты начали работать на горе. Был выбран маршрут по западному отрогу, выводящему, как казалось, практически на вершину. К 28 мая на высоте ~6950 м был разбит штурмовой Лагерь III («Орлиное гнездо»), из которого 29 мая альпинисты предприняли первую попытку штурма вершины. Около шести часов вечера Димбергер и Винтерстеллер достигли, по их мнению, высшей точки, но после того, как гребень стал виден на всём протяжении, выяснили, что это не так (место получило название Forepeak — предвершина, ~8028 м), высшая точка находилась примерно в часе пути. Времени и сил на дальнейшее восхождение уже не оставалось, поэтому все альпинисты были вынуждены начать спуск. Днём позже они спустились в базовый лагерь, где в течение недели отдыхали. 7 июня альпинисты вновь вышли на гору и 8 числа достигли «Орлиного гнезда». Рано утром 9 июня вся группа вышла на повторный штурм. В 17.00 лидирующая связка Шмук и Винтестеллер достигла вершины и спустя полчаса начала спуск. Курт мог поддерживать их темп, однако предпочел сопровождать Буля, который сильно отставал, — его мучила боль в правой ноге, на которой были ампутированы пальцы. Немного не доходя предвершины Буль окончательно сдал, и Димбергер с его разрешения отправился дальше один. Он успешно достиг вершины и с началом вечера начал спуск. По пути вниз он увидел Буля, который нашёл в себе силы на дальнейший подъём. Димбергер дождался его, и в сгущающейся тьме вместе с ним снова вышел на вершину. Ночью при свете Луны альпинисты благополучно спустились в Лагерь III. Впервые в истории первовосхождение на восьмитысячник совершили все участники экспедиции.
После спуска в базовый лагерь Курт Димбергер и Герман Буль 21-27 июня предприняли попытку первовосхождения на вершину Чоголиза (7654 м). 27 июня они вышли на решающий штурм, однако когда до вершины оставалось менее 400 метров по высоте внезапно разыгравшаяся буря вынудила альпинистов отступить. Во время спуска по гребню под Германом Булем обвалился снежный карниз и он сорвался вместе с ним к подножию северной стены на глубину порядка 400—800 метров и погиб. Сам Димбергер спустя 27 часов смог самостоятельно добраться до базового лагеря у Броуд-Пика. По его собственным словам, он остался жив только из-за нелепой ошибки — они с Булем не были связаны верёвкой.
За успешное восхождение на Броуд-Пик Курт Димбергер был удостоен Золотого знака Почёта (нем. Goldenes Sportabzeichen) Земли Зальцбург. Второй раз он поднялся на него 27 лет спустя в 1984 году (в связке с Джули Таллис).

#### Джаулагири

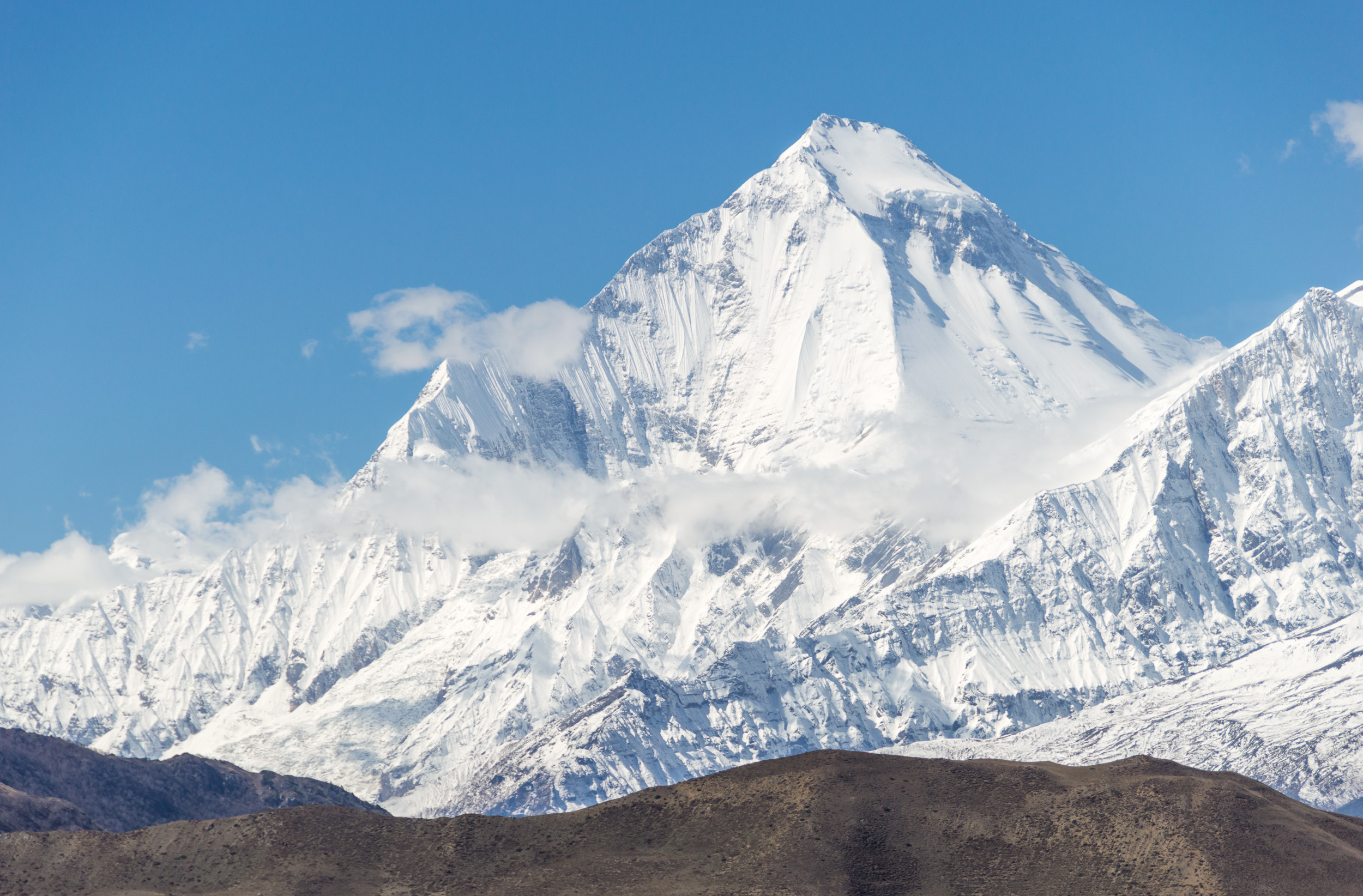
Джаулагири

К 1960 году Джаулагири оставался одним из двух последних непокорённых восьмитысячников. В течение предыдущего десятилетия его безрезультатно штурмовали семь экспедиций. Последняя — австрийская 1959 года, определила оптимальный путь подъёма на вершину — по северо-восточному ребру. По этому же маршруту планировала подъём и швейцарская экспедиция 1960 года (рук. Макс Айзелин), в которую вошли также альпинисты из Австрии (К. Димбергер), Германии (Петер Динер), Польши (Адам Скочиляс, Георг Хайдукевич [врач]) и США (Норман Диренфурт — оператор-высотник). Критериями отбора в команду у руководителя были способность и готовность альпинистов к суровым условиям восхождения, а также «good comradeship» — «хорошее чувство товарищества». 11 апреля команда начала работу по установке промежуточных лагерей. К началу мая Диембергер, Эрнст Форрер, Альбин Шельберт и четверо носильщиков организовали пять высотных лагерей, последний из которых на высоте ~7400 м, из которого 4 мая в условиях идеальной погоды вышли на штурм. К полудню они достигли высоты ~7800 м, когда внезапное резкое ухудшение погоды вынудило восходителей повернуть назад. Также им стала очевидна необходимость организации ещё одного лагеря выше, откуда они смогли бы достичь вершины до полудня и вернуться назад до начала послеобеденных штормов.
После неудачной попытки, Димбергер, страдавший от кашля и обмороженных пальцев, спустился на отдых в Лагерь II. Однако 9 мая, несмотря на запрет руководителя, он оставил второй лагерь и снова начал подъём в штурмовые лагеря, рассчитывая на участие в первовосхождении. 13 мая вместе с Форрером, Динером, Шельбертом и шерпами Нимой Додже и Навангом Дордже он первым достиг вершины Джаулагири. 23 мая, спустя ровно десять дней, на вершину поднялись Мишель Воше (фр. Michel Vaucher) и Гуго Вебер (нем. Hugo Weber). Его поступок не был примером «… „хорошего чувства товарищества“, которое Айзелин декларировал в качестве условия для отбора в экспедицию… „На Броуд-Пике они опередили меня, — сказал он Эрнсту Форреру, хотя я сделал всю тяжёлую работу“».

#### Макалу, Эверест, Гашербрум II

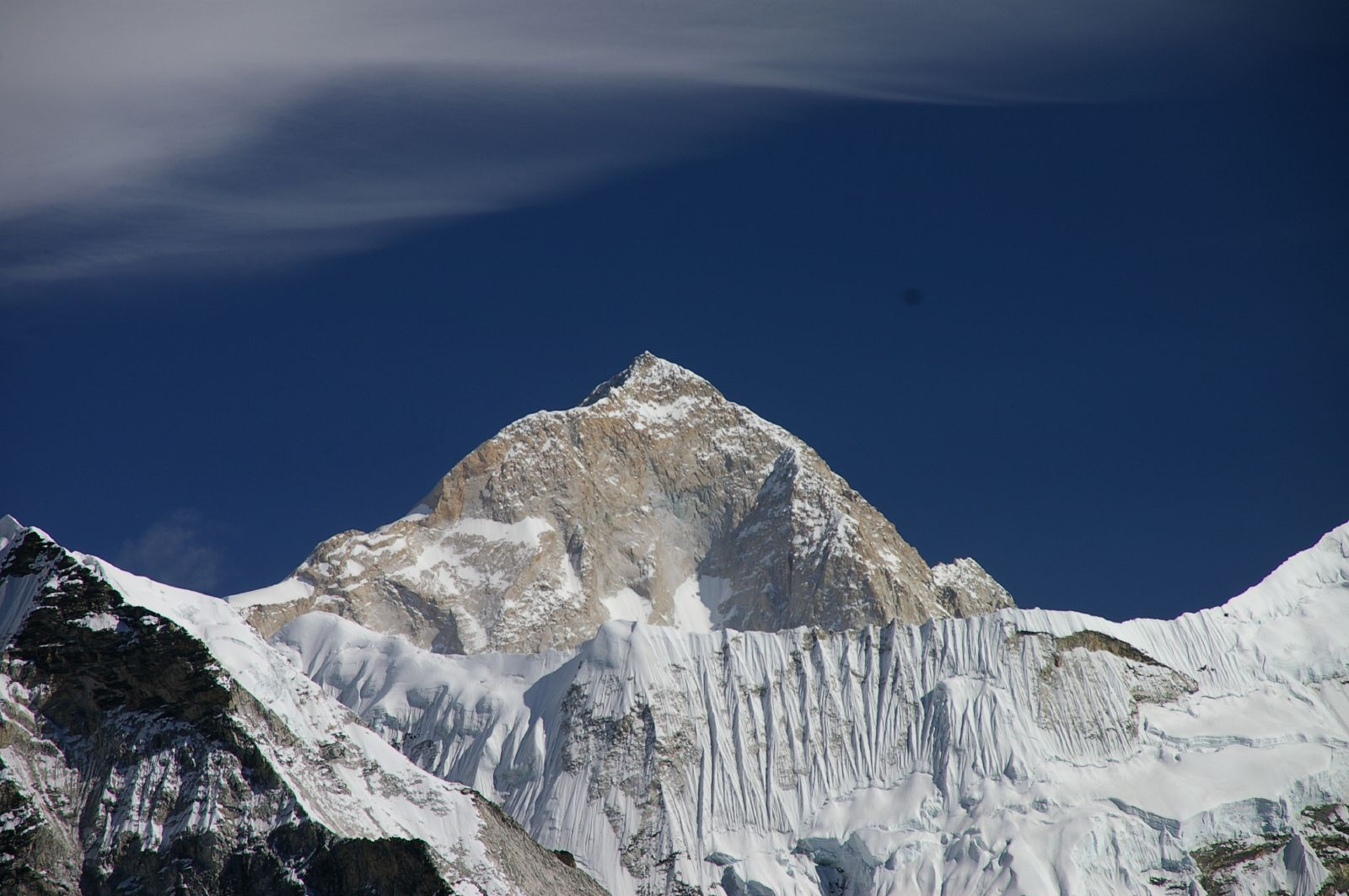
Макалу

Димбергер вернулся в Большие горы только спустя 18 лет после Джаулагири в составе немногочисленной Интернациональной экспедиции на Макалу 1978 (International Makalu-Expedition 1978) под руководством Германа Варта. Альпинисты не ставили перед собой амбициозных задач — планировалось второе восхождение по французскому маршруту 1955 года с северо-запада, которое было успешно осуществлено. После предварительной обработки маршрута и установки промежуточных лагерей 1 мая вершины достигли Варт и шерпа Анг Чепал, а 21 мая Димбергер и Наванг Тензинг (Nawang Tenzing Lama). Во время восхождения Курт заболел снежной слепотой, поэтому спускался вниз в сопровождении руководителя экспедиции, который подстраховывал вторую штурмовую двойку.
Осенью того же года Курт Димбергер принял участие в Немецко-Французской экспедиции на Эверест под общим руководством доктора Карла Херлигкоффера, хотя по факту немецкая и французская команды (руководитель Пьер Мазо) работали как независимые группы. 15 октября Курт вместе с Мазо, Николя Йегером и Жаном Афанасьеффом поднялся на высшую точку планеты (по классическому маршруту через Южное седло).
Год спустя, 4 августа 1979-го в числе участников Немецко-Австрийской экспедиции под руководством Ханса Шелла Димбергер поднялся на свой пятый восьмитысячник — Гашербрум II (по традиционному маршруту вместе с Шеллом, Вальтером Лёшем, Альфредом Швабом и Вольфом Вайтценбёком). От первоначально задуманной программы восхождения — новому маршруту по южному контрфорсу пришлось отказаться из-за погодных условий.

#### Трагедия на К2 1986

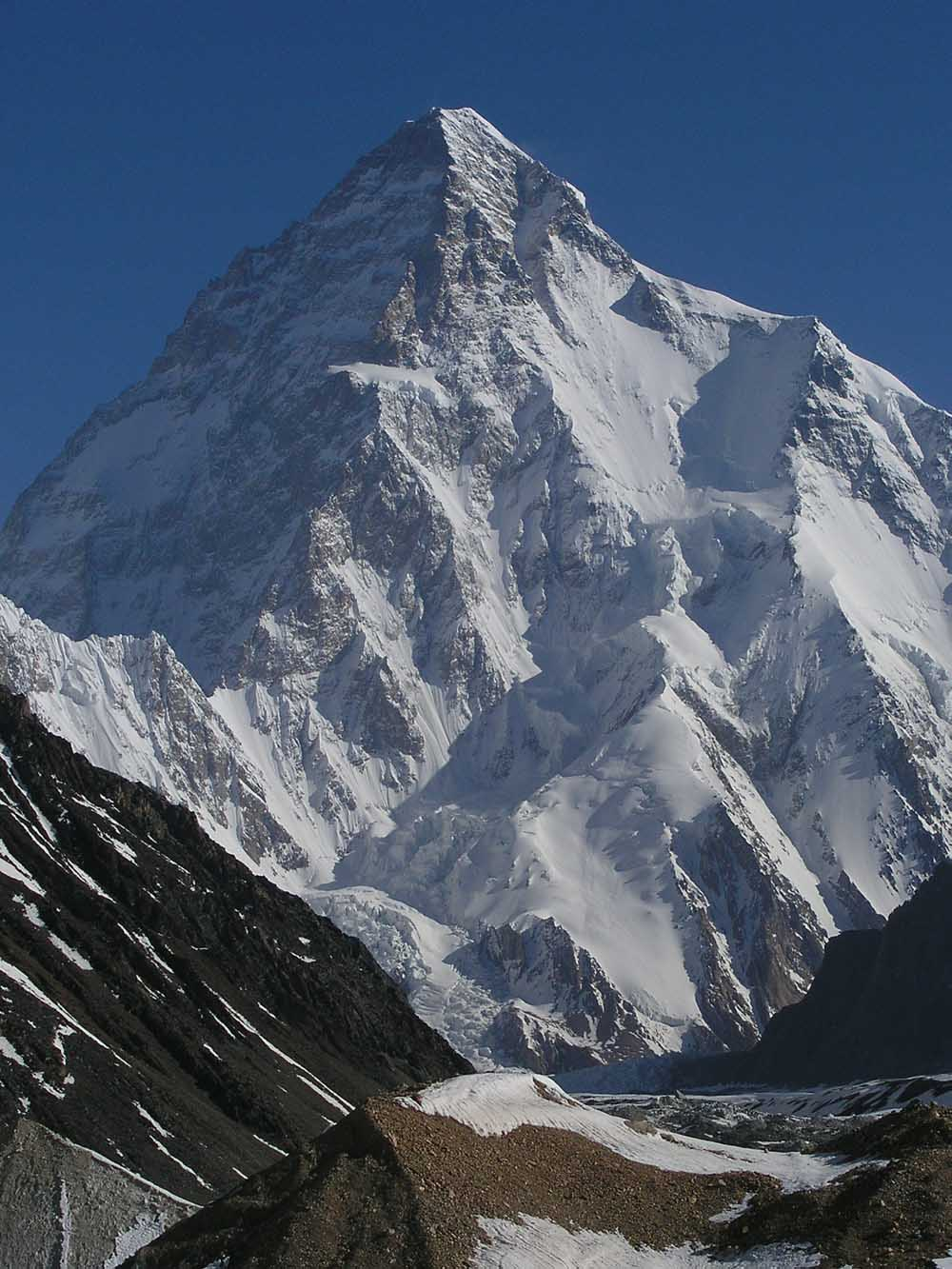
К2

В 1983 и 1984 годах Димбергер и Джули Таллис уже работали на K2 с различными экспедициями как высотная съёмочная группа, однако в рамках этих экспедиций восхождение на вершину осуществить не удавалось. Летом 1986 года они работали с итальянской Quota 8000 Expedition, которая безуспешно пробовала осуществить восхождение по новому маршруту — Magic Line — юго-юго-западному гребню (или Южному столпу). После отказа от попытки 5 июля шестеро участников итальянской экспедиции всё же совершили восхождение по классическому маршруту по ребру Абруццкого (6 июля Курт и Джули дошли до 8200, но из-за ухудшения погоды отступили). В начале августа, будучи хорошо акклиматизированными, Димбергер и Таллис предприняли повторную попытку подъёма. 4 августа в 17:30 они достигли вершины, но спуститься в штурмовой лагерь не успели — уже в самом начале спуска Таллис сорвалась, сдёрнула Курта, и проскользив по крутому склону около 100 метров, связка едва избежала гибели. Из-за опасности повторного срыва в темноте им пришлось провести «холодную ночёвку» на 8 400 м, и только днём 5 августа на фоне резко ухудшившейся погоды они достигли штурмового Лагеря IV (~ 7900 м), в котором отдыхали после восхождения также 4 августа участники австрийской экспедиции Вилли Бауэр, Альфред Имитзер (англ. Alfred Imitzer) и Ханнес Вайзер (англ. Hannes Weiser), польская альпинистка Доброслава Вольф, а также британец Алан Роуз.
Во второй половине дня порывы ветра стали достигать более 150 км/ч при температуре около — 30° С, выпадало огромное количество снега. Шторм продолжался пять дней. 7 августа во сне, предположительно от отёка мозга, умерла Джули Таллис. 8 августа у альпинистов закончились продукты и топливо. По словам Димбергера, все «достигли той стадии, когда трудно отличить реальность от вымысла». Только 10 августа появилась первая возможность для продолжения спуска и Димбергер, Вольф, Имитзер, Бауэр и Вайзер не преминули ей воспользоваться. К этому времени Роуз был ещё жив, но находился в беспамятстве. Спустить его в его состоянии было не реально. Практически сразу после начала спуска Имитзера и Вайзера покинули силы: «Мы тщетно пытались их расшевелить», — говорил позже Димбергер. Спустя несколько часов упала на снег и больше не поднялась Вольф. До базового лагеря, в итоге, добрались лишь Димбергер и Бауэр, которые 16 августа с многочисленными обморожениями конечностей были эвакуированы вертолётом в больницу. Позже Курт посвятил трагедии фильм «K2 — Traum und Schicksal» (рус. К2: Мечта и судьба) (1989).

## Книги
- Diemberger K. De zéro à huit mille mètres. — Albin Michel, 1974. — P. 348. — ISBN 978-2226001016.
- Diemberger K. The Endless Knot: K2, Mountain of Dreams and Destiny. — Mountaineers Books, 1991. — 308 с. — ISBN 0898863007. — ISBN 978-0898863000.
- Diemberger K. Summits and Secrets. — Mountaineers Books, 1991. — 348 с. — ISBN 0898863074. — ISBN 978-0898863079.
- Diemberger K. Spirits of the Air. — Mountaineers Books, 1994. — ISBN 0898864089. — ISBN 978-0898864083.
- Diemberger K., Mantovani R. K2: Challenging the Sky. — Mountaineers Books, 1997. — 141 с. — ISBN 0898865182. — ISBN 978-0898865189.
- Diemberger K., Mantovani R. Everest: The History of the Himalayan Giant. — Mountaineers Books, 1997. — 140 с. — ISBN 0898865344. — ISBN 978-0898865349.
- Diemberger K. K2. Traum und Schicksal. — Bruckmann, 2001. — ISBN 978-3765437557.
- Diemberger K. El séptimo sentido. El arte de vivir y escalar montañas. — Ediciones Desnivel, 2007. — ISBN 978-8498290707.
- Diemberger K. Seiltanz: Die Geschichten meines Lebens. — 2007. — 304 с. — ISBN 389029328X. — ISBN 978-3890293288.

## Фильмография
- Mont Blanc — Der grosse grat von Peuterey (1962) (Монблан — хребет Пётре)
- Conquest of Dhaulagiri (1961) (Покорение Дхаулагири)
- Mount Everest, the east face (1981) (Эверест, восточная стена)
- Diamir — Les envoûtés du Nanga Parbat (1982) (Диамир — очарованные Нанга-Парбат)
- K2 — The elusive summit (1984) (К2 — Неуловимая вершина)
- K2 — Traum und schicksal (1989) (K2 — Мечта и судьба)[14]

## Комментарии
1. ↑  Первым человеком, поднявшимся на два непокорённых ранее восьмитысячника был непальский портер Гялзен Норбу (англ. Gyalzen Norbu Sherpa) - Макалу (1955) и Манаслу (1956). Погиб в 1961 году[1].
2. ↑  Магистр образовательных и педагогических наук
3. ↑  В ряде источников указывается, что Димбергер закончил Венский университет, Морис Иссерман - историк альпинизма, называет его студентом-медиком (на 1957), в одном из интервью сам Курт говорит: Ich war der "Arzt". Buhl sagte zu mir: Du hast studiert, du hast einen Monat Zeit (рус. Я был "врачом". Буль сказал мне: ты учился, у тебя есть месяц[3][4].).
4. ↑  Deutsche Everest-Lhotse-Expedition 1974, планировавшая восхождение на Лхоцзе по новому маршруту[9].